# رضا جعفري
رضا جعفري، من مواليد 11 يناير سنة 1997م، وهو لاعب كرة قدم إيراني محترف، يلعب مع نادي سايبا منذ نشأته عام 2010م، وشارك مع زملائه في التشكيلة ببطولة كأس العالم تحت 20 سنة، والتي أستضافته كوريا الجنوبية سنة 2017م.